# 锺湘
鍾湘（1470年—？），字用秀，湖廣武昌府興國州人，軍籍，明朝政治人物。

## 生平
弘治五年（1492年）壬子科湖廣鄉試第十九名舉人。弘治十五年（1502年）中式壬戌科會試第二百五十七名，三甲第一百八十一名進士。正德十一年（1516年）任福建漳州府知府。嘉靖元年（1522年）由张鹏接任。

## 家族
曾祖鍾友直；祖父鍾永；父鍾鉞，主簿。母吳氏。慈侍下。